# ジョン・ブロードウッド

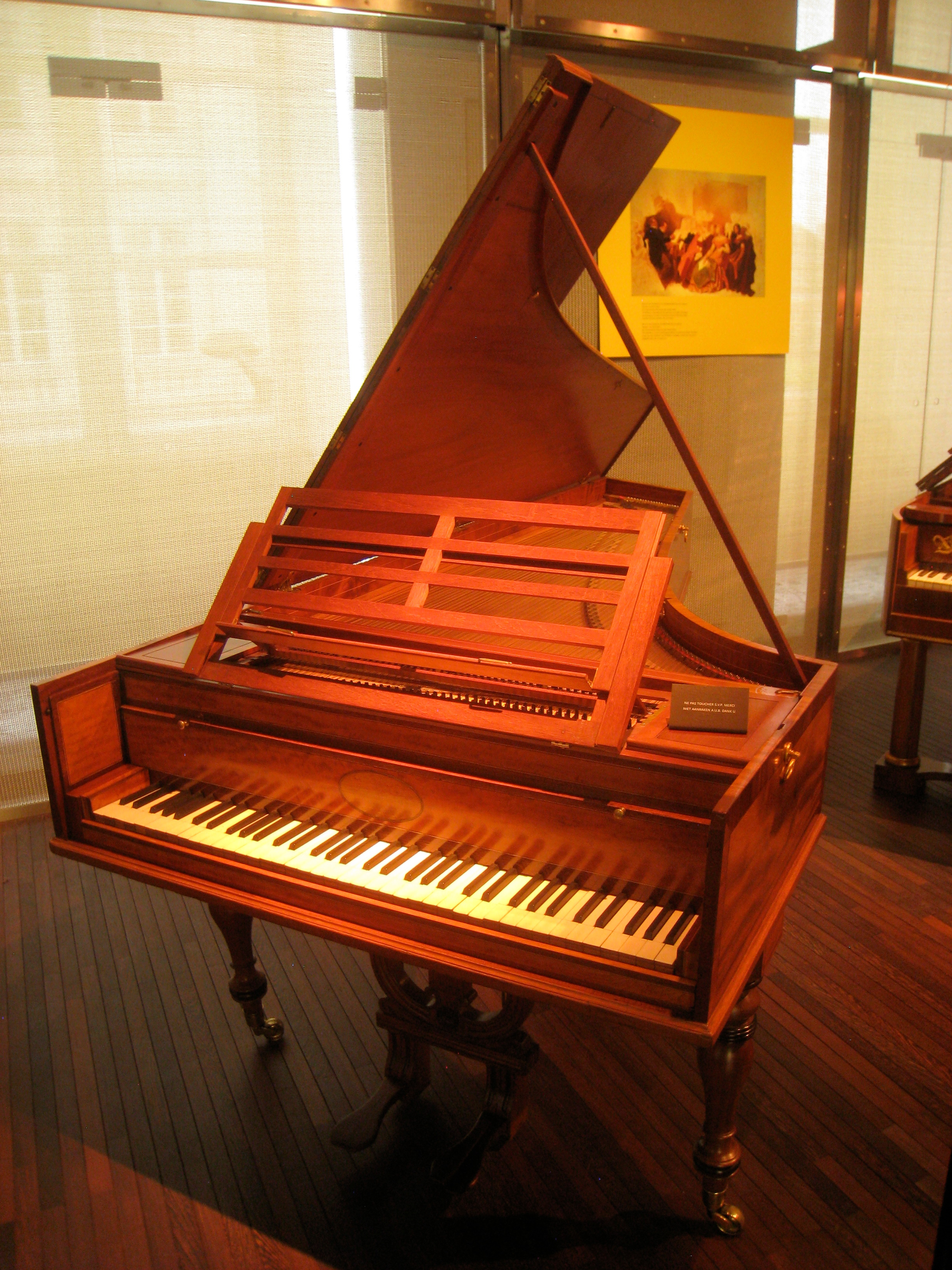
ブリュッセルの楽器博物館に展示されている1810年製作のグランドピアノ

ジョン・ブロードウッド（John Broadwood 1732年10月6日 - 1812年7月17日)は、イギリスのピアノ製造技師・チェンバロ製作者。ピアノメーカーのブロードウッド・アンド・サンズの創業者である。

## 人物・来歴
ジョン・ブロードウッドは、1732年にスコットランド・コックバーンズで生まれ、1752年にロンドンに移住。チェンバロ製作者のバーカット・シュディの下で働く。仕事のパートナーとなるだけでなく工場の名称もシュディ・アンド・ブロードウッドと改名するほど、シュディの全幅の信頼を受けていた。
1769年シュディの娘であるバーバラと結婚、このときシュディは仕事から引退する。1773年、シュディがこの世を去ったときに、ブロードウッドは最初のピアノを製作する。このピアノはツンペのピアノをコピーしたものであったがその後、1780年には自身の設計によるオリジナルのピアノを完成。それまでの手や膝で操作していたペダルを改良し、足元で操作するダンパーペダルとソフトペダルを装備し、後に特許を取得する。
シュディ・アンド・ブロードウッドのブランド名はシュディの死後もしばらく使われていたが1795年、息子のジェームスがピアノ製作に加わった際にブロードウッド・アンド・サンズと改められる。
1812年にジョン・ブロードウッドはこの世を去るが、二代目には息子のジェームスが継ぎ、ブロードウッドの長い歴史は続く。